# 陈俊涛
陈俊涛，中华人民共和国政治人物、全国脱贫攻坚先进个人。

## 生平
陈俊涛任新源县委组织部党员教育中心主任。因在脱贫攻坚战中作出突出贡献，2021年2月25日全国脱贫攻坚总结表彰大会上，陈俊涛被授予“全国脱贫攻坚先进个人”。